# Limbowa Przełęcz
Limbowa Przełęcz (ok. 1530 m) – szeroka przełęcz w długiej północno-wschodniej grani Szpiglasowego Wierchu w polskich Tatrach Wysokich. Nazwa autorstwa Władysława Cywińskiego. Znajduje się w pobliżu północno-wschodniego końca tej grani i oddziela Limbową Ścianę (ok. 1580 m) od Orlej Ściany (ok. 1620 m). W południowo-wschodnim kierunku do Doliny Rybiego Potoku opada z niej dość łagodny stok całkowicie porośnięty lasem i zawalony wiatrołomami, w kierunku północno-zachodnim do Doliny Roztoki opada stroma depresja zwana Orlim Kuluarem. Ma on lejkowaty kształt, górą jest porośnięty kosodrzewiną, lasem i trawami, wśród których występują gołe ścianki i płyty skalne. Dolna część Orlego Kuluaru to głęboko wcięty w skały kanion. Wysokość Orlego Kuluaru wynosi około 230 m. Pierwsze jego przejście: Rafał Chołda i Andrzej Zieliński 25 stycznia 1982 (II stopień w skali trudności UIAA). Pierwsze przejście letnie: Władysław Cywiński i Krzysztof Gardyna 23 września 2003. Piotr Konopka, który przeszedł tę drogę w marcu 1983 z Rochem Krokowskim, podaje, że w najbardziej stromym miejscu lodospad miał kąt nachylenia 75°, a cała droga podobna jest do Kuluaru Kurtyki. Najłatwiej na Limbową Przełęcz można wejść od południa, z Polanki pod Uboczą.